# Mountain
Mountain – amerykańska grupa grająca rocka psychodelicznego, hard rocka, związana z ruchem hippisowskim. Mountain zaliczany jest także do grona zespołów, które miały pokaźny wkład w kształtowanie się heavy metalu.
Grupa wytworzyła oryginalny styl grania hard rocka, który sprawnie łączył ostre partie solowe z liryzmem, a melancholię z żywiołowością. Wyznacznikiem zespołu była ponadto niezwykle hałaśliwa gra gitar elektrycznych oraz surowy wokal Lesliego Westa. Grupa Mountain wraz z innymi zespołami typu: Blue Cheer, Chocolate Watch Band czy Spirit, współtworzyła barwny świat undergroundowych początków heavy metalu. Mimo to zespół popadł niemal w całkowite zapomnienie.
Do najbardziej znanych utworów grupy należą: Blood of the Sun, Theme For An Imaginary Western, "Nantucket Sleighride czy Mississippi Queen
Mountain zagrał na Woodstocku w 1969 roku.

## Dyskografia
- 1970: Climbing!
- 1971: Nantucket Sleighride
- 1971: Flowers of Evil
- 1972: Mountain Live: The Road Goes Ever On
- 1973: The Best of Mountain
- 1974: Twin Peaks
- 1974: Avalanche
- 1985: Go for Your Life
- 1996: Man's World
- 2000: Greatest Hits Live
- 2002: Mystic Fire
- 2003: Sea of Fire
- 2004: Eruption
- 2007: Masters of War